# Departamento Biedma
Das Departamento Biedma liegt im Nordosten der Provinz Chubut im Süden Argentiniens und ist eine der 15 Verwaltungseinheiten der Provinz. 
Es grenzt im Norden an die Provinz Río Negro, im Osten an den Atlantischen Ozean, im Süden an das Departamento Rawson und im Westen an das Departamento Telsen. 
Die Hauptstadt des Departamento Biedma ist Puerto Madryn, die mit 81.995 Einwohnern 99 Prozent der Bevölkerung des Departamentos auf sich vereinigt (Stand zur Volkszählung am 27. Oktober 2010). Sie liegt etwa 1.334 km von Buenos Aires entfernt.

## Bevölkerung

### Übersicht
Das Ergebnis der Volkszählung 2022 ist noch nicht bekannt. Bei der Volkszählung 2010 war das Geschlechterverhältnis mit 41.186 männlichen und 41.697 weiblichen Einwohnern beinahe ausgeglichen.
Nach Altersgruppen verteilte sich die Einwohnerschaft auf 23.935 (28,9 %) Personen im Alter von 0 bis 14 Jahren, 54.075 (65,2 %) Personen im Alter von 20 bis 64 Jahren und 4.873 (5,9 %) Personen von 65 Jahren und mehr.

### Bevölkerungsentwicklung
Bis 1970 war die Einwohnerzahl gering. Seither hat die Bevölkerung stark zugenommen. Die Schätzungen des INDEC gehen von einer Bevölkerungszahl von 123.366 Einwohnern per 1. Juli 2022 aus.
| Jahr | 1947  | 1960  | 1970  | 1980   | 1991   | 2001   | 2010   | 2022    |
| Einwohner                                                                                                | 4.554 | 6.189 | 6.981 | 21.689 | 45.494 | 58.677 | 82.883 | k. Ang. |
| Bevölkerungsentwicklung des Departements seit 1947; Quelle: Ergebnisse der Volkszählungen in Argentinien |       |       |       |        |        |        |        |         |

## Städte und Gemeinden
Das Departamento Biedma ist in folgende Gemeinden aufgeteilt:
- Puerto Madryn (81.995 Einwohner)
  - Mina Guanacache (Außenbezirk von Puerto Madryn, 626 Einwohner)
- Puerto Pirámides (565 Einwohner)
- Arroyo Verde (59 Einwohner)
- Puerto Lobos (0 Einwohner)
- Riacho San Jose

## Wirtschaft
Neben dem Tourismus, vor allem zur Halbinsel Valdés, sind die Fischerei, Landwirtschaft und die Aluminiumproduktion die Eckpfeiler der Wirtschaft.

## Sport
Die beiden wichtigsten Fußballclubs Puerto Madryns sind:
- Club Social y Atlético Guillermo Brown, der im Torneo Argentino A spielt, und
- Deportivo Madryn im Torneo Argentino B.